# Neocynortina
Neocynortina is een geslacht van hooiwagens uit de familie Samoidae.
De wetenschappelijke naam Neocynortina is voor het eerst geldig gepubliceerd door C.J.Goodnight & M.L.Goodnight in 1983. 

## Soorten
Neocynortina is monotypisch en omvat slechts de volgende soort:
- Neocynortina dixoni